# Morning Star (album)
Morning Star sedmi je studijski album švedskog death metal sastava Entombed. Diskografska kuća Music for Nations objavila ga je 3. rujna 2001. godine.

## O albumu
Album je eksperimentalniji od prijašnjih te pokazuje kako se sastav općenito vraća tradicionalnijem death metal zvuku, iako bez napuštanja elemenata death 'n' rola.
Također predstavlja pregršt jednostavnih, brzih death/thrash pjesama, prve za skupine u to vrijeme. Album je dobio pozitivnu recenziju od AllMusica, koja je završila preporukom: »Svaki ljubitelj kvalitetnog underground metala trebao bi smatrati da je ovo vrhunski pokušaj podcijenjenog sastava.«
Autor teksta pjesme I for an Eye je Örvar Säfström, koji pjevao je na EP-u Crawl. Pjesma When It Hits Home inspiriran je filmom Đavolji odvjetnik iz 1997. godine. Tekst pjesme Chief Rebel Angel sadrži elemente inspiriran ovom filmom.

## Popis pjesama
Tekstovi: Uffe Cederlund (osim gdje je navedeno drugačije), glazba: Uffe Cederlund (osim gdje je navedeno drugačije).
| 1.    | »Chief Rebel Angel«        | Alex Hellid                    | Jörgen Sandström, Uffe Cederlund | 4:40 |
| 2.    | »I for an Eye«             | Örvar Säfström, Uffe Cederlund |                                  | 3:10 |
| 3.    | »Bringer of Light«         | Hellid, Cederlund              | Hellid                           | 4:03 |
| 4.    | »Ensemble of the Restless« |                                |                                  | 2:38 |
| 5.    | »Out if Heaven«            |                                |                                  | 3:40 |
| 6.    | »Young Man Nihilist«       |                                |                                  | 2:46 |
| 7.    | »Year One Now«             | Sandström, Hellid, Cederlund   | Sandström, Cederlund             | 1:57 |
| 8.    | »Fractures«                |                                |                                  | 3:37 |
| 9.    | »When It Hits Home«        | Hellid, Cederlund              | Hellid                           | 2:25 |
| 10.   | »Gity of Ghosts«           |                                |                                  | 2:32 |
| 11.   | »About to Die«             |                                |                                  | 2:15 |
| 12.   | »Mental Twin«              |                                |                                  | 3:17 |
| 37:00 |                            |                                |                                  |      |

## Zasluge
| Entombed - Lars-Göran Petrov – vokal - Jörgen Sandström – bas-gitara - Alex Hellid – gitara, grafički dizajn, dizajn - Uffe Cederlund – gitara, glasovir, vokal - Peter Stjärnvind – bubnjevi Dodatni glazbenici - Caméla Leierth – dodatni vokal (na pjesmi "Chief Rebel Angel") | Ostalo osoblje - Jonas Edler – inženjer zvuka (asistent), miks - Stefan Boman – inženjer zvuka (asistent) - John Brinck – fotografije - Nico Elgstrand – inženjer zvuka, miks - Pelle Henricsson – mastering |